# Powiat Lüneburg
Powiat Lüneburg (niem. Landkreis Lüneburg) – powiat w niemieckim kraju związkowym Dolna Saksonia. Siedzibą powiatu jest miasto Lüneburg.

## Podział administracyjny
Powiat Lüneburg składa się z:
- 2 miast
- 2 samodzielnych gmin (niem. Einheitsgemeinde)

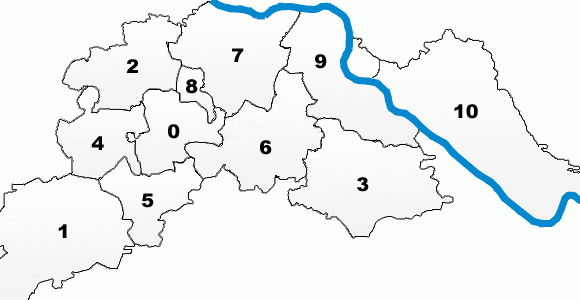
Jednostki administracyjne w powiecie Lüneburg
0 = Miasto Lüneburg
1 = Gmina Amelinghausen
2 = Gmina Bardowick
3 = Gmina Dahlenburg
4 = Gmina Gellersen
5 = Gmina Ilmenau
6 = Gmina Ostheide
7 = Gmina Scharnebeck
8 = Gmina samodzielna Adendorf
9 = Miasto Bleckede
10 = Gmina samodzielna Amt Neuhaus (jako jedyna leży na prawym brzegu Łaby)

- 7 gmin zbiorowych (Samtgemeinde)

Miasta:
| Lp. | Nazwa miasta | Ludność (31.12.2008) | Powierzchnia km² |
| --- | ------------ | -------------------- | ---------------- |
| 1   | Bleckede     | 9.649                | 139,90           |
| 2   | Lüneburg     | 72.492               | 70,38            |

Gminy samodzielne:
| Lp. | Nazwa gminy | Ludność (31.12.2008) | Powierzchnia km² |
| --- | ----------- | -------------------- | ---------------- |
| 1   | Adendorf    | 10.104               | 16,08            |
| 2   | Amt Neuhaus | 5.168                | 237,16           |

Gminy zbiorowe:
| Lp. | Nazwa gminy   | Ludność (31.12.2008) | Powierzchnia km² | Liczba gmin |
| --- | ------------- | -------------------- | ---------------- | ----------- |
| 1   | Amelinghausen | 8.189                | 194,48           | 5           |
| 2   | Bardowick     | 16.385               | 100,16           | 7           |
| 3   | Dahlenburg    | 6.322                | 155,82           | 5           |
| 4   | Gellersen     | 12.398               | 73,61            | 4           |
| 5   | Ilmenau       | 10.550               | 69,70            | 4           |
| 6   | Ostheide      | 10.283               | 129,78           | 6           |
| 7   | Scharnebeck   | 14.972               | 135,73           | 8           |